# Iancu Laura
Iancu Laura (Magyarfalu, 1978. december 30.–) József Attila-díjas magyar író és költő, néprajzkutató.

## Élete
Középfokú tanulmányait a csíkszeredai Nagy István Zenei és Képzőművészeti Líceumban végezte 1997-ben. Budapesten óvodapedagógusként, majd teológus-hittanárként diplomázott. A BCE Századvég Politikai Iskolában politikai szakértőként, a Szegedi Tudományegyetemen néprajzosként végzett, majd a Pécsi Tudományegyetem Néprajzi Tanszékén szerezte meg PhD fokozatát. 2011 óta az MTA ELKH BTK Néprajztudományi Intézetének munkatársa. Kutatói tevékenységének fókuszában a moldvai magyarság vallásosságának vizsgálata és identitásának kérdései állnak. 2013-ban megkapta a Magyar Néprajzi Társaság Jankó János-díját.
2000-től jelennek meg szépírásai. 2012-ben József Attila-díjat kapott. Az Erdélyi Magyar Írók Ligája és a Magyar Írószövetség tagja. 2013 óta a Magyar Művészeti Akadémia rendes tagja. 2016 óta a Nemzeti Kulturális Alap Szépirodalmának kollégiumának MMA által delegált tagja. 2017-ben mutatták be Szeretföld című kisregényéből adaptált, közösségi finanszírozással készült filmet.

## Művei

### Szépirodalmi munkássága
- Pár csángó szó (versek, Hargita Kiadóhivatal, Csíkszereda, 2004)
- Karmaiból kihullajt (versek, Magyar Napló Kiadó, Budapest, 2007)
- Életfogytiglan (levelek, Jankovics Marcell illusztrációival, Universitas Szeged Kiadó, 2009)
- Névtelen nap (versek, Kortárs Kiadó, Budapest, 2009)
- Szeretföld (kisregény, Magyar Napló Kiadó, Budapest, 2011)
- Kinek a semmi a mindene (versek, Magyar Napló Kiadó, Budapest, 2012)
- Petrás Incze János (dráma, Magyar Napló Kiadó, Budapest, 2013)
- Míg kabátot cserél Isten (versek, Magyar Napló, Budapest, 2014)
- Éjszaka a gyermek. Versek, litánia; Magyar Napló, Budapest, 2017
- Gerlice; Magyar Napló, Budapest, 2018
- András érkezésére; Magyar Napló, Budapest, 2019
- Oratórium; Magyar Napló, Budapest, 2021
- A vágány mellett; Magyar Napló, Budapest, 2022

### Tudományos munkássága
- 2024. Népi teológia és megélt vallásosság. (Néprajztudományi Könyvtár 3.) HUN-REN Bölcsészettudományi Központ Néprajztudományi Intézet, az MTA Kiváló Kutatóhelye, Budapest
- 2017. Peremlétben. Tanulmányok a moldvai katolikusok vallásosságáról. Lucidus Kiadó, Budapest
- 2013. Vallás Magyarfaluban. Néprajzi vizsgálat. L'Harmattan – PTE Néprajz – Kulturális Antropológia Tanszék, Budapest – Pécs
- 2011. Jeles napok, ünnepi szokások a moldvai Magyarfaluban. Lucidus Kiadó, Budapest
- 2005a. Az Aranyréce. Mesék Moldvából. Dala Sára (szerk.). Hagyományok Háza, Budapest
- 2005b. Magyarfalusi emlékek. Iancu Laura – Benedek Katalin (szerk.): MTA – Néprajzi Kutatóintézet, Csíkszereda
- 2002. Johófiú Jankó. Magyarfalusi csángó népmesék és más beszédek. Benedek Katalin (szerk.), Velence

Iancu Laura munkássága a Magyar Tudományos Művek Tára adatbázisában.

## Díjak, elismerések
- Bálint András publicisztikai díj (2004)
- Móricz Zsigmond-ösztöndíj (2006)
- Arany János kutatói ösztöndíj (2006)
- Szilágyi Domokos-ösztöndíj (2007)
- Tokaji Írótábor nagydíja (2008)
- Polgári Magyarországért Alapítvány művészeti ösztöndíja (2009)
- Barankovics István Alapítvány irodalmi ösztöndíja (2010)
- Bella István-díj (2010)
- József Attila-díj (2012)
- Jankó János-díj (2013)
- Ratkó József-díj (2020)

## Magánélete
Férjezett, két gyermeke van, Márton és Berci.